# José Guillermo Ortiz
José Guillermo Ortiz có tên đầy đủ là José Guillermo Ortiz Picado (sinh ngày 20 tháng 6 năm 1992) là một cầu thủ bóng đá chuyên nghiệp người Costa Rica từng thi đấu ở vị trí tiền đạo cho câu lạc bộ bóng đá Thành phố Hồ Chí Minh tại giải vô địch quốc gia V.League 1. Anh trở thành ngoại binh đắt giá nhất lích sử V.League sau khi đến Thành phố Hồ Chí Minh.